# Nils Björkander
Nils Frank Fredrik Björkander, född 28 juni 1893 i Stockholm, död 5 mars 1972 i Södertälje, var en svensk pianist och tonsättare.
Nils Björkander var son till affärsinnehavaren Fredrik Björkander. Han studerade 1910–1915 vid Musikkonservatoriet, bland annat piano för Lennart Lundberg. År 1917 grundade Björkander ett musikinstitut i Stockholm. Han har komponerat en pianokonsert, Duo för flöjt och piano, en violinsonat, etyder och karaktärsstycken samt Skärgårdsskisser och Hemmarösvit för piano, violinromanser och sånger. Hans musik är i nationalromantisk stil men anknyter även till fransk impressionism. Björkander är begravd på Norra begravningsplatsen utanför Stockholm.